# Taki
Taki è una suddivisione dell'India, classificata come municipality, di 37.302 abitanti, situata nel distretto dei 24 Pargana Nord, nello stato federato del Bengala Occidentale. In base al numero di abitanti la città rientra nella classe III (da 20.000 a 49.999 persone).

## Geografia fisica
La città è situata a 22° 35' 10 N e 88° 55' 17 E e ha un'altitudine di 4 m s.l.m..

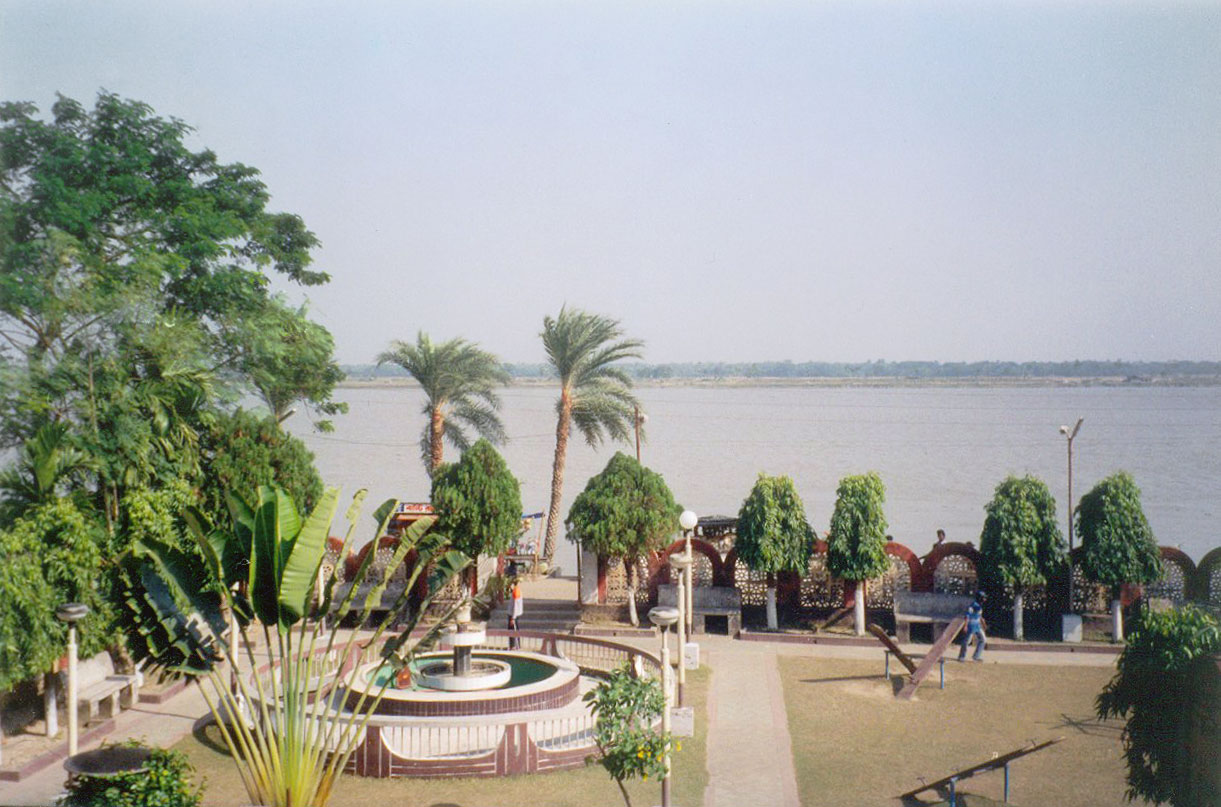
Ichamati
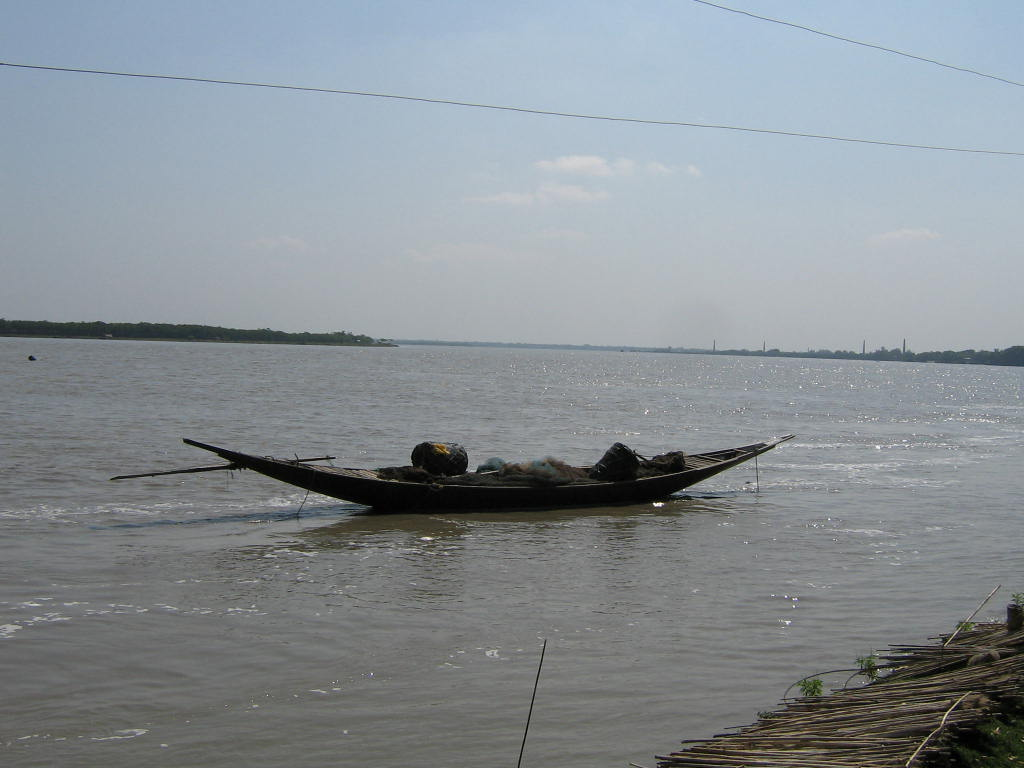
Ichhamati
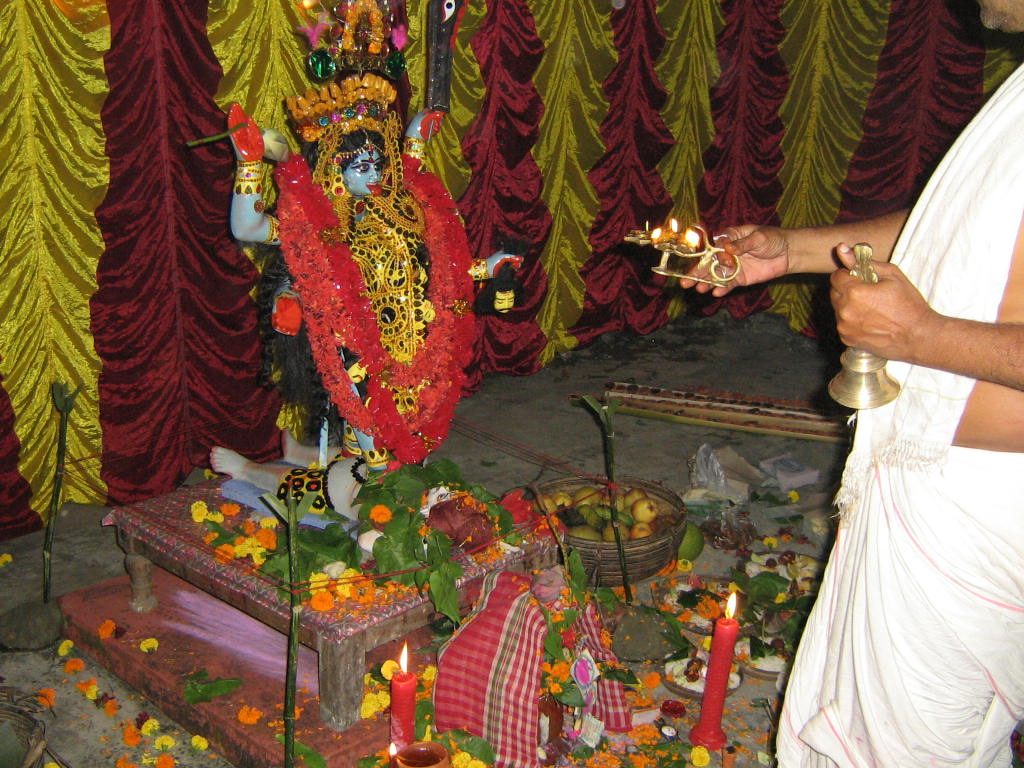
Kali Puja

## Società

### Evoluzione demografica
Al censimento del 2001 la popolazione di Taki assommava a 37.302 persone, delle quali 19.680 maschi e 17.622 femmine. I bambini di età inferiore o uguale ai sei anni assommavano a 3.854, dei quali 1.927 maschi e 1.927 femmine. Infine, coloro che erano in grado di saper almeno leggere e scrivere erano 25.209, dei quali 14.376 maschi e 10.833 femmine.